# Yi Chu-huan
 Yi Chu-huan  (31 de agosto de 1987) es un tenista profesional de Taipéi, nacido en la ciudad de Taiwán.

## Carrera
Su mejor ranking individual es el N.º 489 alcanzado el 11 de enero de 2010, mientras que en dobles logró la posición 176 el 9 de julio de 2012.
No ha logrado hasta el momento títulos de la categoría ATP, sin embargo ha logrado 3 título en el ATP Challenger Tour, en la modalidad de dobles.

### Copa Davis
Desde el año 2006 es participante del Equipo de Copa Davis de Taipéi. Tiene en esta competición un récord total de partidos ganados/perdidos de 4/8 (0/2 en individuales y 4/6 en dobles).

## Títulos; 3 (0 + 3)
| Leyenda                        | Individuales | Dobles |
| ------------------------------ | ------------ | ------ |
| Grand Slam (tenis)\|Grand Slam | 0            | 0      |
| ATP World Tour Finals          | 0            | 0      |
| ATP World Tour Masters 1000    | 0            | 0      |
| ATP World Tour 500 Series      | 0            | 0      |
| ATP World Tour 250 Series      | 0            | 0      |
| ATP Challenger Series          | 0            | 3      |

### Dobles
| N.º | Fecha      | Torneo                  | Superficie | Pareja           | Oponentes en la final          | Resultado          |
| --- | ---------- | ----------------------- | ---------- | ---------------- | ------------------------------ | ------------------ |
| 1.  | 22.11.2009 | Challenger de Yokohama  | Dura       | Yang Tsung-hua   | Alexey Kedryuk Junn Mitsuhashi | 6:79, 6:3, [12:10] |
| 2.  | 27.11.2011 | Challenger de Toyota    | Dura       | Hiroki Kondō     | Gao Peng Gao Wang              | 6:4, 6:1           |
| 2.  | 01.02.2015 | Challenger de Hong Kong | Dura       | Hsieh Cheng-peng | Saketh Myneni Sanam Singh      | 6:4, 6:2           |